# Bill Laswell
Bill Laswell (* 12. února 1955, Salem, Illinois, USA) je americký baskytarista a producent. Podílel se na několika stech albech různých interpretů. Mezi hudebníky, se kterými spolupracoval, patří například Herbie Hancock, Iggy Pop, Bernie Worrell nebo Daevid Allen. Jeho manželkou je etiopská zpěvačka Gigi.
Nejprve začal hrát na kytaru, od které později přešel k baskytaře. Svou kariéru zahájil jako baskytarista v různých funkových skupinách v okolí Detroitu. Koncem sedmdesátých let se přestěhoval do New Yorku, kde v roce 1979 založil skupinu Material. Během osmdesátých let se Lawell podílel na vedení hudebního vydavatelství Celluloid Records. Během devadesátých let byl členem skupiny Painkiller, ve které s ním působil také saxofonista John Zorn; Laswell se Zornem spolupracoval i v pozdějších letech.
V roce 2011 nahrál spolu s Ikue Mori, Markem Nauseefem a Evanem Parkerem album Near Nadir.

## Diskografie
- About Time (New York Gong, 1979)
- Killing Time (Massacre, 1981)
- One Down (Material, 1982)
- Future Shock (Herbie Hancock, 1983)
- Sound-System (Herbie Hancock, 1984)
- Visions of Excess (The Golden Palominos, 1985)
- Album (Public Image Ltd, 1986)
- So (Peter Gabriel, 1986)
- Rhythm Killers (Sly and Robbie, 1987)
- Instinct (Iggy Pop, 1988)
- The Burning World (Swans, 1989)
- Make Them Die Slowly (White Zombie, 1989)
- Seven Souls (Material, 1989)
- Brain Drain (Ramones, 1989)
- Funk of Ages (Bernie Worrell, 1990)
- Guts of a Virgin (Painkiller, 1991)
- The Third Power (Material, 1991)
- Buried Secrets (Painkiller, 1992)
- Sahara Blue (Hector Zazou, 1992)
- Third Eye Open (Hardware, 1992)
- Transmutation (Mutatis Mutandis) (Praxis, 1992)
- Holy Terror (The Last Poets, 1993)
- Pieces of Woo: The Other Side (Bernie Worrell, 1993)
- Metatron (Praxis, 1994)
- Live from Soundscape (Material, 1994)
- Execution Ground (Painkiller, 1994
- Hallucination Engine (Material, 1994)
- Giant Robot (Buckethead, 1994)
- Dreamatorium (Death Cube K, 1994)
- Sacrifist (Praxis, 1994)
- Every Silver Lining Has a Cloud (Julian Schnabel, 1995)
- The Last Wave (Arcana, 1996)
- Aftershock 2005 (Mutiny, 1996)
- The Day of the Robot (Buckethead, 1996)
- Disembodied (Death Cube K, 1997)
- Free Agent: A Spaced Odyssey (Bernie Worrell, 1997)
- Arc of the Testimony (Arcana, 1997)
- Unison (Shin Terai, 1999)
- Invisible Design (vlastní sólové album, 1999)
- Life Space Death (sólové album, 2001)
- Future 2 Future (Herbie Hancock, 2001)
- Version 2 Version: A Dub Transmission (vlastní sólové album, 2004)
- Heaven & Hell (Shine, 2004)
- No Place to Be (Matisyahu, 2006)
- Lightyears (Shine, 2007)
- Profanation (Preparation for a Coming Darkness) (Praxis, 2008)
- Torn from Black Space (Death Cube K, 2009)
- Near Nadir (Ikue Mori, Mark Nauseef, Evan Parker, Bill Laswell, 2011)
- Nosferatu (John Zorn, 2012)
- Means of Deliverance (vlastní sólové album 2012)
- The Prophecy: Live in Europe (Painkiller, 2013)
- Love Me Tender (Massacre, 2013)
- Nahariama (Method of Defiance, 2013)
- The Dream Membrane (David Chaim Smith, Bill Laswell, John Zorn, 2014)
- The Process (Chad Smith, Bill Laswell, Jon Batiste, 2014)
- Before Ever After (Blind Idiot God, 2015)